# Eleição da cidade-sede dos Jogos Olímpicos de Inverno da Juventude de 2012
Os Jogos Olímpicos de Inverno da Juventude de 2012 (JOJ) foram um evento multiesportivo com desportos de Inverno, que complementa os já firmados Jogos Olímpicos It will feature athletes between the ages of 14 and 18.
Quatro cidades candidataram-se a estes Jogos: Harbin (China), Innsbruck (Áustria), Kuopio (Finlândia), e Lillehammer (Noruega). Todas as quatro cidades foram seleccionadas para a lista encurtada. Tal como sucedera com o processo para os Jogos Olímpicos de Verão da Juventude de 2010, a lista foi reduzida a duas finalistas um mês antes da data da selecção. As finalistas foram Innsbruck e Kuopio. A vencedora foi finalmente revelada a 12 de Dezembro de 2008, sendo Innsbruck a ter o direito de acolher os Jogos, com 84 votos contra os 15 de Kuopio.

## Resultado
Este resultado, obtido através de voto postal, foi revelado pelo presidente do COI, Jacques Rogge, a 12 de Dezembro de 2008:
| Cidade    | Nome do CON | Votos postais |
| Innsbruck | Áustria     | 84            |
| Kuopio    | Finlândia   | 15            |

Rogge comentou no anúncio que "esta é uma boa decisão já que era, obviamente, a melhor candidatura. Innsbruck tem um grande espólio - a capacidade da cidade, a experiência das pessoas. É um ícone para os desportos de Inverno. Estamos plenamente consciência que é um período muito curto, mas estamos extremamente confiantes que Innsbruck corresponderá às expectativas quer do COI, quer dos atletas, incluindo um programa educacional e cultural atractivo, que faz parte da experiência dos Jogos Olímpicos da Juventude.".
Os comentários de Rogge indicaram que a história recente de candidaturas da Áustria pode ter afectado a votação: "É uma coisa óptima para a Áustria. Candidataram-se duas vezes para Salzburgo e agora têm Innsbruck. Eu penso que é bom.".

## Expectativas para os Jogos
A versão de Inverno tem uma duração mínima de nove dias, com a primeira edição em 2012. As expectativas do COI para a primeira edição eram de 580 oficiais e 970 atletas. O custo estimado inicialmente era de 11 A 16 milhões de Euros. O COI afirmou que o programa incluiria os sete desportos do programa dos Jogos Olímpicos de Inverno de 2014 em Sochi (Rússia). Similarmente à edição de Verão, só serão disputadas um número limitado de disciplinas, e de desportos de particular interesse para os jovens poderão ser incluídos.
A Comissão de Avaliação avaliou as candidaturas, primeiramente, nas áreas da governação e das garantias, nas finanças, na Aldeia Olímpica, nos desportos e infraestruturas, e nos programas de educação e cultura. Tal como a selecção para as Olimpíadas da Juventude de 2010, houve uma ênfase dada à possibilidade de ter as infraestruturas prontas num período de três anos; isto é, uma cidade que não consiga fazer tudo para esta edição, pode ainda ser uma candidata muito viável para uma edição futura com um tempo de preparação maior.

## Processo de candidatura
O calendário do processo foi anunciado em Janeiro de 2008.
- 6 de Março de 2008—Até esta data, os Comités Olímpicos Nacionais (CONs) tiveram que informar o COI dos nomes das suas cidades candidatas.
- 19 de Junho de 2008—As cidades tinham que ter submetidos os arquivos da candidatura.
- Agosto de 2008—O COI anunciou uma lista encurtada das cidades candidatas. As cidades submeteram um orçamento detalhado.
- Setembro de 2008—As cidades responderam por escrito a preocupações iniciais. As cidades apresentaram até esta data um vídeo de uma hora, bem como sessões de questões (não houve "visitas-guiadas" aos websites). As cidades enviaram até esta data tantas garantias adicionais quanto possível.
- Outubro de 2008—A Comissão de Avaliação submeteu o seu relatório ao Quadro Executivo do COI.
- 2 de Novembro de 2008—O Quadro Executivo do COI submeteu as suas recomendações aos membros do COI para o voto postal.
- 12 de Dezembro de 2008—Anúncio da cidade candidata.[9]

## Visão geral da cidade vencedora
- Innsbruck, Áustria

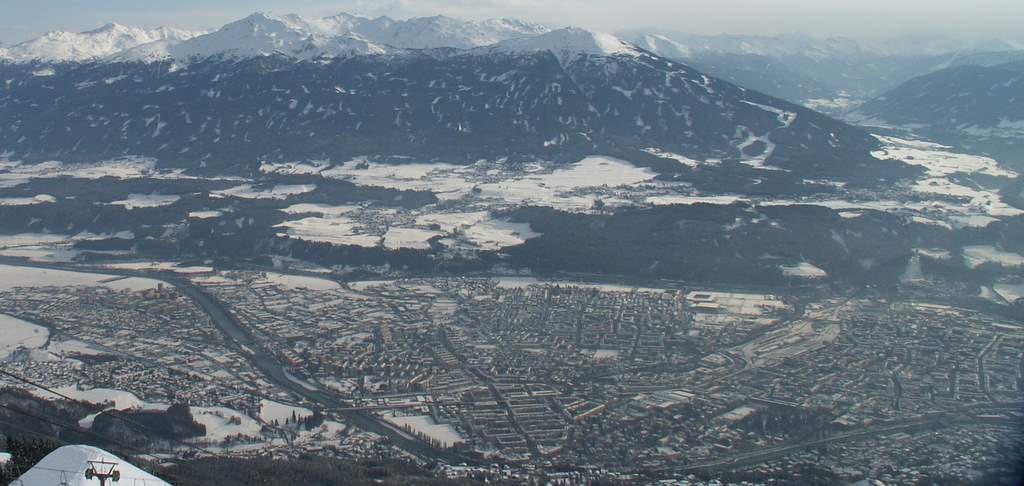
Innsbruck no Inverno

Innsbruck acolheu duas edições dos Jogos Olímpicos de Inverno: 1964 and 1976. O dirigente do Comité Olímpico Austríaco, Dr. Leo Wallner, disse que a cidade estava "predestinada" a ser a primeira sede por causa da sua experiências, locais desportivos, e os espectaculares Alpes. A experiência recente inclui o Concurso Air & Style de Snowboard, entre 1994 e 1999 e 2008, o Campeonato Mundial de Hóquei no Gelo masculino de 2005 e a Universíada de Inverno de 2005 (com Seefeld).
Martin Schnitzer, CEO de Innsbruck 2012, delineou o plano de Innsbruck a 19 de Junho de 2008. Todas as infraestruturas estariam concentradas em duas zonas, Innsbruck e Seefeld, com somente duas estruturas temporárias a serem construídas. O Programa Educacional e Cultural teria o potencial de gerar um "fenómeno de mídias digitais" e estaria baseado no Centro de Congressos de Innsbruck. Innsbruck comprometeu-se a construir uma nova Aldeia Olímpica que estaria a 15 minutos das infraestruturas e que mais tarde se tornaria habitação social. Além disso, a região de Innsbruck (Tirol) investiu 178.8 milhões de Euros em locais e infraestruturas nos anos anteriores.
Para o relatório do COI, Innsbruck tinha um plano compacto (usando algumas infraestruturas ao redor de Seefeld), forte experiência e apoio, e um conceito cultural e educacional criativo. A maior fraqueza dos planos era a Aldeia Olímpica, que estaria cheia (uma equivalência de 8:1 entre quartos para casas de banho) e ser um período muito curto para construir, os austríacos asseguraram que iria estar pronta a tempo. Apresentaram um plano alternativo, com uma equivalência entre quartos e casas de banho (4-5:1) mas que iriam dispersar os participantes, o que não era preferido pelo COI. O orçamento era de 17.4 milhões de Euros.
Na revelação da lista de finalistas, a candidatura de Innsbruck recebeu grandes elogios, com a avaliação do COI a sugerir que "a cidade de Innsbruck apresenta o menor risco para o COI".

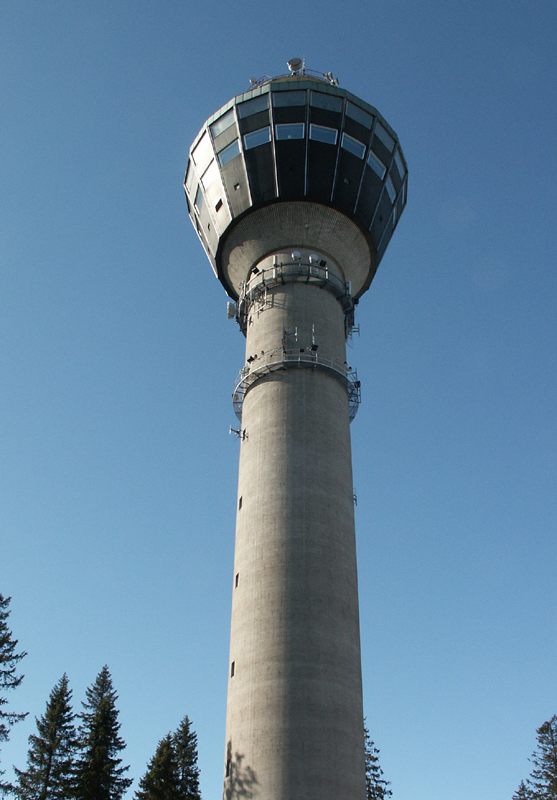
Torre de Puijo, no topo da área do esqui